# Шамби
Шамби (араб. جبل الشعانبي‎) — гора на западе Туниса, высшая точка страны, на восточных отрогах системы Атлас. Находится в вилайете Кассерин, в 20 км к западу от одноимённого административного центра, на территории национального парка Джебель-Шамби. Покрыта сосновыми лесами.